# Céline Denefleh
Céline Denefleh (* 6. November 1992 in Mannheim) ist ein deutsches Plus-Size-Model. Sie gewann im November 2016 die erste Staffel der Castingshow Curvy Supermodel – Echt. Schön. Kurvig.

## Leben
Céline Denefleh wuchs mit ihren Geschwistern – darunter der Rapper Pasquale Denefleh (alias: GReeeN) – in Mannheim auf. 2006 erlitt sie einen Herzinfarkt und lebt seitdem mit einem Defibrillator.
2009 bewarb sie sich für die 7. Staffel von Deutschland sucht den Superstar. Sie schaffte es bis in die erste Live-Show, wo sie mit Symphonie von Silbermond auf Platz 11 kam. Während sie sich zur Industriekauffrau ausbilden ließ, trat sie auf YouTube als Gastsängerin in Rap-Videos ihres Bruders auf. 
2016 bewarb sie sich für die erste Staffel von Curvy Supermodel – Echt. Schön. Kurvig und wurde aus über 5000 Bewerberinnen als eine der zehn Endrundenteilnehmerinnen ausgewählt. Während der Castingshow erhielt sie zwei Aufträge und wurde schließlich zur Siegerin erklärt. Sie gewann einen Vertrag mit der Modelagentur Mega Model Agency von Ted Linow, außerdem wurde sie das Gesicht der Winter-2016-Kampagne des Übergrößenlabels Ulla Popken. Ebenfalls 2016 war Céline Denefleh im Musikvideo zum Song Badass Rapper von Grinch Hill (Achtelfinale JMC) zu sehen.
Seit 2020 ist sie verheiratet.